# Hamisból minden következik
{\displaystyle {\begin{matrix}\scriptstyle {(1.)}&A\wedge (\neg A)&{\mbox{premissza}}\\\\\scriptstyle {(2.)}&A&\scriptstyle {(1.)}\;\wedge {\mbox{ ki}}\\\\\scriptstyle {(3.)}&\neg A&\scriptstyle {(1.)}\;\wedge {\mbox{ ki}}\\\\\scriptstyle {(4.)}&(\neg A)\vee B&\scriptstyle {(3.)}\;\vee {\mbox{ be}}\\\\\scriptstyle {(5.)}&A\Rightarrow B&\scriptstyle {(4.)}\;\equiv \;\scriptstyle {(5.)}\\\\\scriptstyle {(6.)}&B&{\mbox{modus ponens }}\scriptstyle {(2.)},\scriptstyle {(5.)}\end{matrix}}}
Az ex falso quodlibet sémájának bizonyítása az alapvető logikai klasszikus szabályokból
A „hamisból minden következik” elve vagy latinul az „ex falso sequitur quodlibet” (illetve „ex contradictione sequitur quodlibet”) a klasszikus logika (és néhány nem klasszikus logika) következtetési szabálya, mely szerint ha 'A' és 'B' mondatok, akkor
```
'A'
'nem A'
-------
'B'
```

Azaz ha egy érvelés során egy 'A' mondatot elfogadunk, de elfogadjuk a tagadását, vagyis 'nem A'-t is, akkor innentől kezdve akármelyik 'B' mondatot el kell fogadnunk. Az 'A és nem A' ellentmondásból ugyanis bármi és bárminek az ellenkezője is következik.
A sémának nagy tudományelméleti jelentősége van. Ha klasszikus logikát fogadunk el és egy tudományos elméletben ellentmondásra jutunk, akkor ez (elvileg) teljesen hasznavehetetlenné teszi az elméletet, mert minden kijelentés automatikusan igaz lesz. Ilyen ellentmondásra (antinómiára) lelt Russell a Cantor-féle naiv halmazelméletben.

## Bizonyítások
Természetesen egy logikai következtetési szabályt mint elvet nem lehet igazolni a szó klasszikus értelmében. Ellenben igazolni lehet, hogy a szabálynak megfelelő séma érvényes különböző formális reprezentációkban. Az elvet a modellelméleti következményre és a levezetésre vonatkozólag igazoljuk.

### Természetes nyelvi érv
Igazolni fogjuk, hogy tetszőleges 'B' mondattal, adott 'A'-ra fennálló ellentmondás esetén:
```
'A és nem A'.
---------------
Tehát 'B'.
```

Ugyanis:
```
'A és nem A'.
---------------
Tehát 'A'.
Továbbá 'nem A'.
```

```
Ha 'A', akkor 'A vagy B'.
De 'A',
---------------
tehát 'A vagy B'.
```

```
Ha 'A vagy B', de 'nem A', akkor 'B'.
De 'A vagy B' és 'nem A',
---------------
így 'B'.
```

(Ez utóbbi következtetési szabályt diszjunktív szillogizmusnak nevezzük.)

### Szemantikai következtetési szabály
Elsőrendű formális nyelvben, a következményreláció tekintetében az ex falso quodlibet sémája így szól. Tetszőleges φ és ψ mondatokra
{\displaystyle \{\varphi ,\neg \varphi \}\models \psi }
Ez azt jelenti, hogy minden esetben, amikor egy {\displaystyle \scriptstyle {\mathfrak {M}}} modell (intuitíve: egy adott világleírás) a { φ, ¬φ } mondathalmaz mindkét eleméhez az igaz logikai értéket rendeli, a modell a ψ mondathoz is az igaz logikai értéket rendeli. Nem teljesen nyilvánvaló, hogy ez tényleg így van. Mivel a φ és ¬φ mondat nem veheti fel egyszerre az igaz értéket, ezért { φ, ¬φ }-nek nincs modellje (nincs olyan világ, ahol mindegyik eleme igaz). De ekkor ψ a { φ, ¬φ } minden modelljében igaz, mert ellenkező esetben lenne olyan modell, amiben φ és ¬φ igaz, de ψ hamis, világos, hogy ez lehetetlen.
Az igazolás közben a klasszikus logika szabályai szerint érveltünk. Vajon felhasználtuk-e az ex falso quodlibet sémáját? Ha nem, az érvelés mindenképpen igazolja a sémát. Ha igen, akkor is, de akkor megszorítást kell tennünk, hogy csak a modellelméleti következményrelációra vonatkozóan igazoltuk, hogy ugyanúgy, ahogy a klasszikus logikában érvényes a szóban forgó séma, úgy a modellelméleti rendszerben is.
Arra is fel kell hívunk a figyelmet, hogy a bizonyításban lényegesen kihasználtuk az ellentmondásmentesség elvét (azaz, hogy nem lehet egyszerre egy dolog valamilyen és az ellenkezője is).

### Hilbert-kalkulus
A logika axiomatikus tárgyalásában az ex falso quodlibet szabálya következik az axiómákból. Egy olyan rendszerben, ahol a ¬ és ∨ logikai konstansok az alapvetőek, könnyen igazolhatjuk a philoni kondicionálisra vonatkozó
{\displaystyle \varphi \to \psi \quad \equiv \quad (\neg \varphi )\vee \psi }
azonosság segítségével. Legyen ugyanis φ és ψ két tetszőleges mondat és tegyük fel, hogy φ ∧ ¬φ levezethető. Ekkor
1. {\displaystyle \varphi \wedge \neg \varphi \,}
premissza
2. {\displaystyle \varphi \,}
(1)-ből a konjunkció első tényezőjét állítva
3. {\displaystyle \neg \varphi \,}
(1)-ből a konjunkció második tényezőjét állítva
4. {\displaystyle (\neg \varphi )\vee \psi }
diszjunkcióval hozzáadva ψ-t
5. {\displaystyle \varphi \to \psi \,}
a kondicionális jelentése alapján
6. {\displaystyle \psi \,}
(2) és (5)-ből a levezetés szabályával.

### Gentzen-féle levezetési rendszer
A klasszikus logikában az ex falso quodlibet következik a kettős tagadás törlésének törvényéből (¬¬φ {\displaystyle \to } φ). A klasszikus logika ilyen redundanciája számos esetben megmutatkozik. Az intuicionista logikában az ex falso quodlibetet külön levezetési sémaként kell felvenni, tekintve, hogy ebben a kettős tagadást nem lehet törölni. Lássuk a klasszikus levezetést!
1. {\displaystyle \varphi \wedge \neg \varphi \,}
premissza
2. {\displaystyle \neg \psi \,}
indirekt feltétel a redukció ad abszurdumhoz
3. {\displaystyle \varphi \,}
(1)-ből a konjunkció első tényezőjét állítva ({\displaystyle \wedge } kiküszöbölési szabálya)
4. {\displaystyle \neg \varphi \,}
(1)-ből a konjunkció második tényezőjét állítva ({\displaystyle \wedge } kiküszöbölési szabálya)
5. {\displaystyle \neg \neg \psi \,}
(3) és (4) ellentmondásából redukció ad abszurdummal állítva a (2) indirekt feltétel tagadását
6. {\displaystyle \psi \,}
(5)-ből törölve a kettős tagadást

## Ellenvetések
A parakonzisztens logikák elvetik a szabályt, illetve csak korlátozott érvényűnek gondolják. A releváns logikában például nem lehet egy ellentmondásból mindenre következtetni, például
{\displaystyle \{\varphi ,\neg \varphi \}\vdash \varphi \vee \psi }
érvényes, de
{\displaystyle \{\varphi ,\neg \varphi \}\vdash \psi }
általában már nem, mert eszerint a logika szerint csak „releváns következtetéseket” lehet levonni a premisszákból, olyat, amely nem használja fel érdemben a premisszákat, nem.
Egy logika pont attól parakonzisztens, hogy nem érvényes benne korlátozatlan formában az ex falso quodlibet.

## Érdekességek
- Egy anekdota szerint Bertrand Russell egy előadásán a hallgatóság kérésére demonstrálta a séma működését. Azt kérték, igazolja, hogy ha 2 + 2 = 5, akkor ő a római pápa. A következőképpen érvelt:
„Tegyük fel, hogy 2 + 2 = 5. Ekkor persze 4 = 5. Vonjunk le mindkét oldalból 3-at, kapjuk 1 = 2. Én és a Pápa két külön személy vagyunk, de 2 = 1, tehát mi ketten ugyanazok vagyunk, azaz én vagyok a római pápa.”
- Ruzsa Imre a Bevezetés a modern logikába című könyvben a következő kommentárt fűzi a sémához:
„Az ex falso quodlibet tehát olyan, mint a pokol kapujának kulcsa. Lehet, hogy a kezünkben van, de vajon van-e olyan ember, aki használni is akarja.”